# Musée des Arts et Traditions populaires du Kef
Le musée des Arts et Traditions populaires du Kef est un musée ethnographique tunisien situé dans la ville du Kef. Il occupe une partie des bâtiments de l’ancienne zaouïa de la confrérie musulmane de la Rahmaniyya.
Le musée des arts et traditions populaires a pour objectif didactique d'exposer aux visiteurs les conditions de vie des citadins et des nomades de la région à partir d’objets de la vie courante.

## Zaouïa
Jusqu’à l’époque du protectorat français, les deux principales confréries de la Rahmaniyya et de la Qadiriyya regroupent les Tunisiens du nord du pays. Ces deux confréries ont leur siège au Kef.
La légende assure que la création de la zaouïa Rahmaniyya du Kef a lieu sous les ordres de Mohammed Ben Abderrahman El Guechtouli, fondateur de la confrérie qui fleurit au XVIIIe siècle dans le Djurdjura. Il dépêche alors au Kef l'un de ses principaux adeptes, Si Mostefa Trabelsi, dont l’un des disciples, Ahmed Ben Ali Bou Hadjar, originaire des environs d’Aïn Témouchent, crée la zaouïa en 1784-1785. Ses descendants fondent alors une véritable dynastie religieuse qui gère la confrérie jusqu’à sa dissolution à l’indépendance de la Tunisie. Parmi eux, Sidi Ali Ben Aïssa se distingue par sa résistance à l’occupation française en 1881. Son descendant et homonyme s’implique activement dans le mouvement national tunisien. La zaouïa est nationalisée le 19 juillet 1957 comme tous les biens habous privés. Une partie des bâtiments est laissée à la disposition de la famille Bou Hjar tandis que l’autre partie est convertie en musée ethnographique.

## Structure du musée

### Cour
On y trouve l’un des cadrans solaires islamiques les mieux conservés de Tunisie. Auparavant situé dans la Grande Mosquée du Kef, il est déplacé lorsque celle-ci est reconstruite dans la partie basse de la ville, pour dégager l’édifice à auges byzantin qu’elle abritait. Des courbes dont le calcul des tracés fait toujours débat permettent de déterminer les heures des prières musulmanes. La signification de deux mystérieuses lignes est toujours inexpliquée.

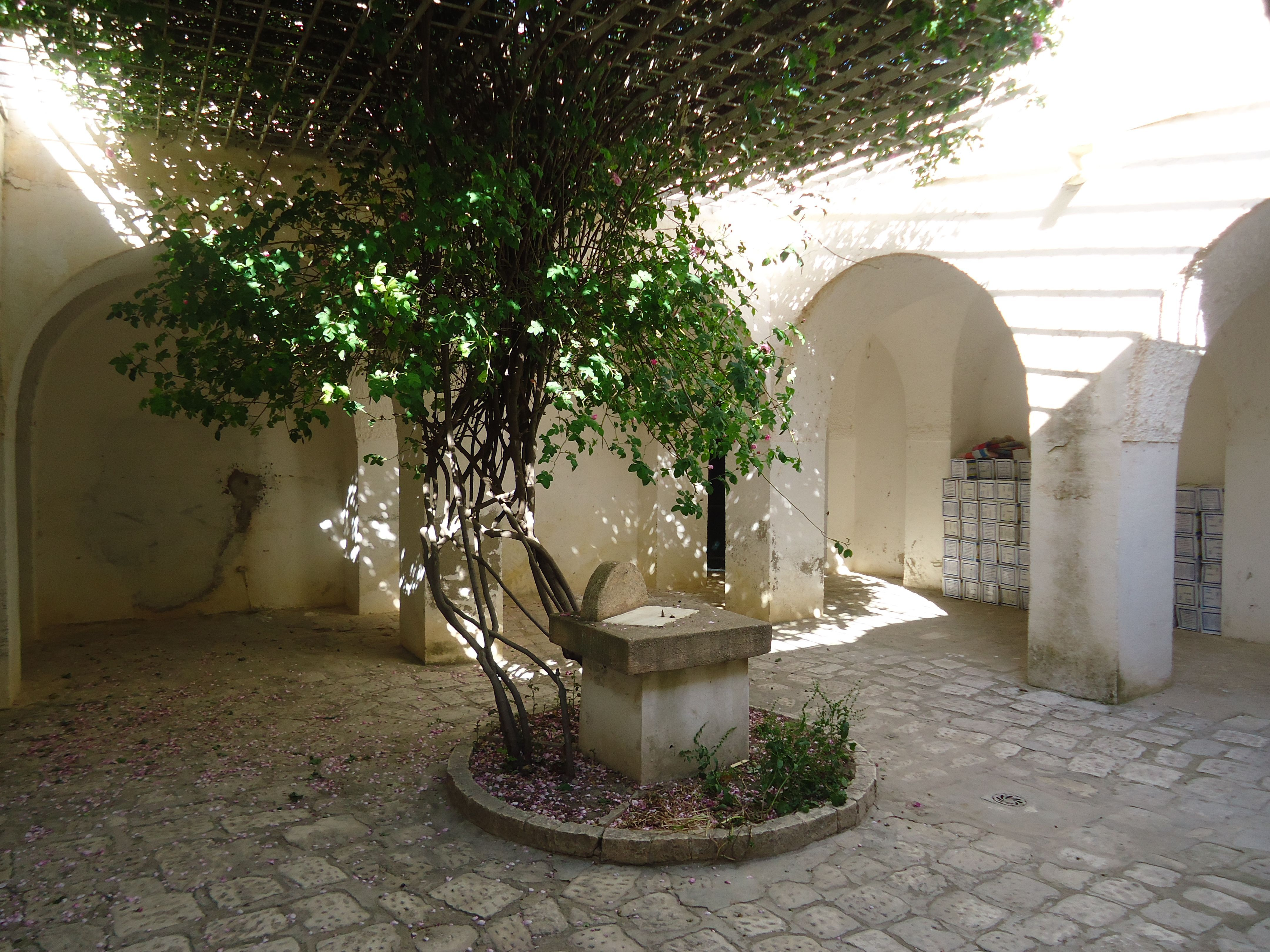
Cadran solaire islamique dans la cour du musée.
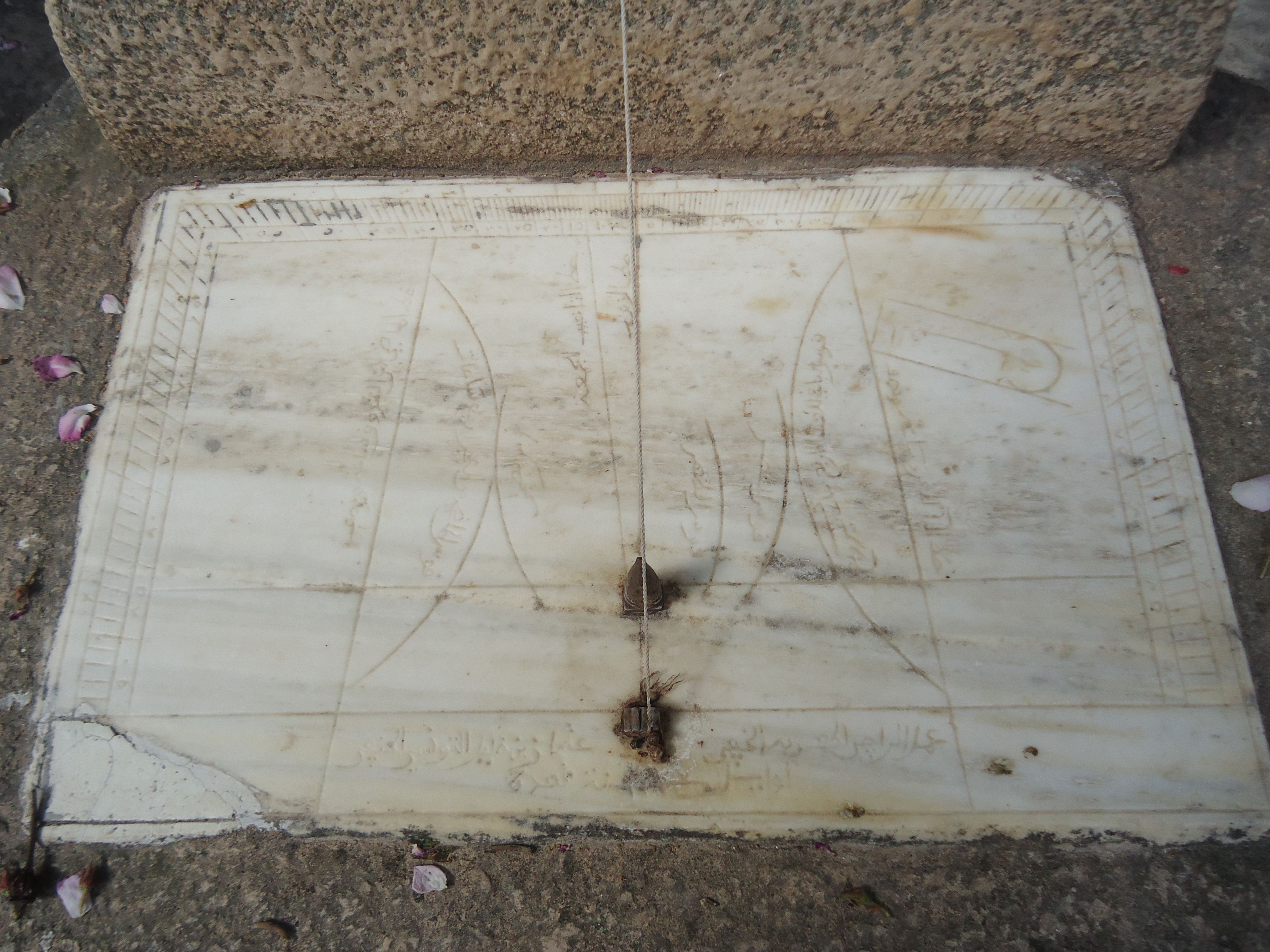
Courbes de détermination des heures des prières.

### Première salle
De plan carré, recouverte d’une coupole percée de petites fenêtres, c’est la plus belle salle du musée : ses murs sont recouverts de panneaux de céramiques et de plaques de stuc finement ciselés. Motifs floraux et reproductions des différents noms d’Allah décorent les parois. Sur les pans d’angle sont calligraphiés les noms d’Allah et de Mahomet.
Cette salle abrite les sépultures des différents cheikhs de la confrérie mais seule la tombe de Sidi Ali Ben Aïssa, décédé en 1956, est visible.
Des vitrines exposent de nombreux bijoux d’époque ainsi que les costumes traditionnels portés par la mariée pendant ses noces. Une autre vitrine expose des ustensiles et produits de beauté féminine.

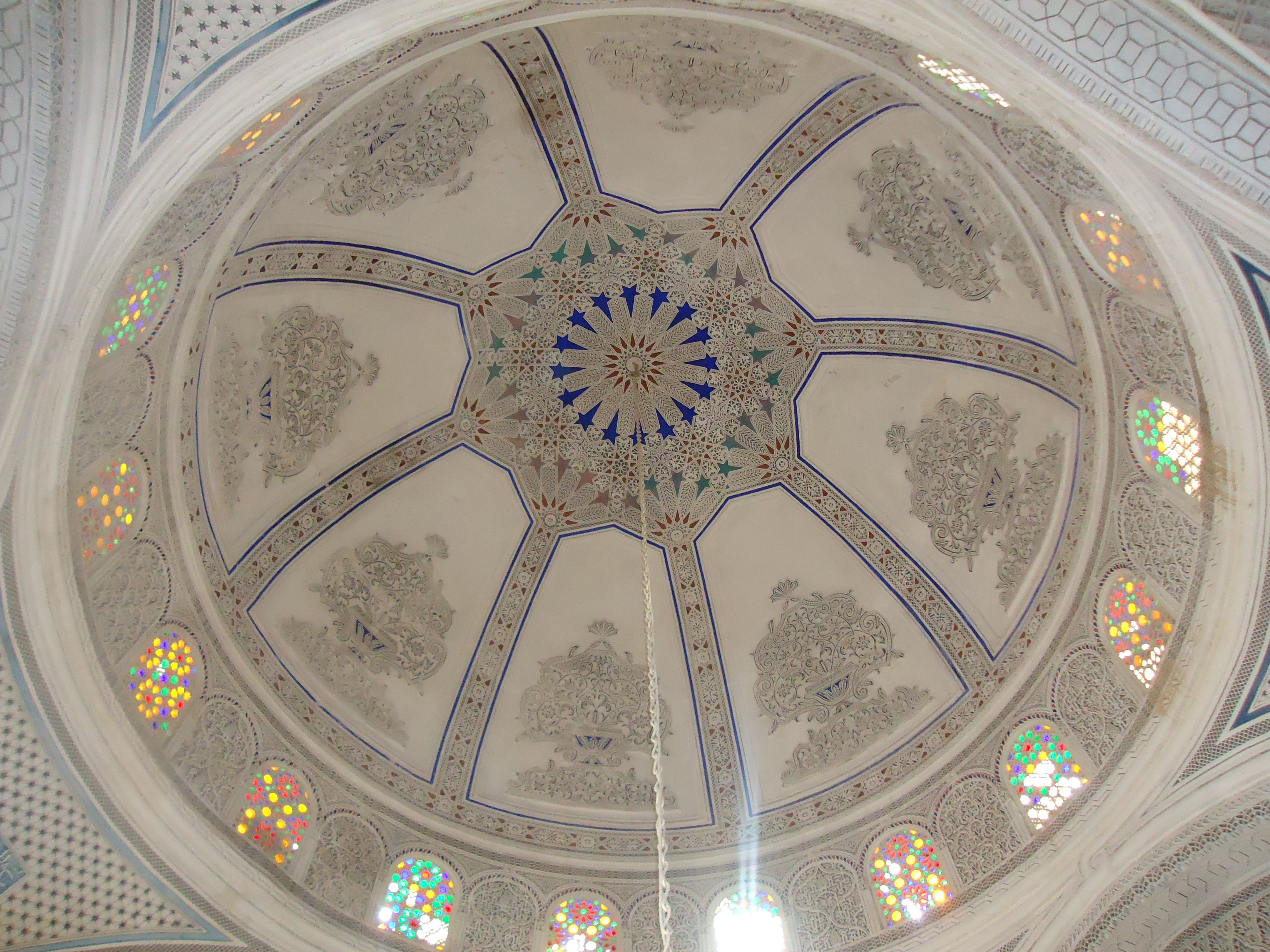
Coupole de la première salle.
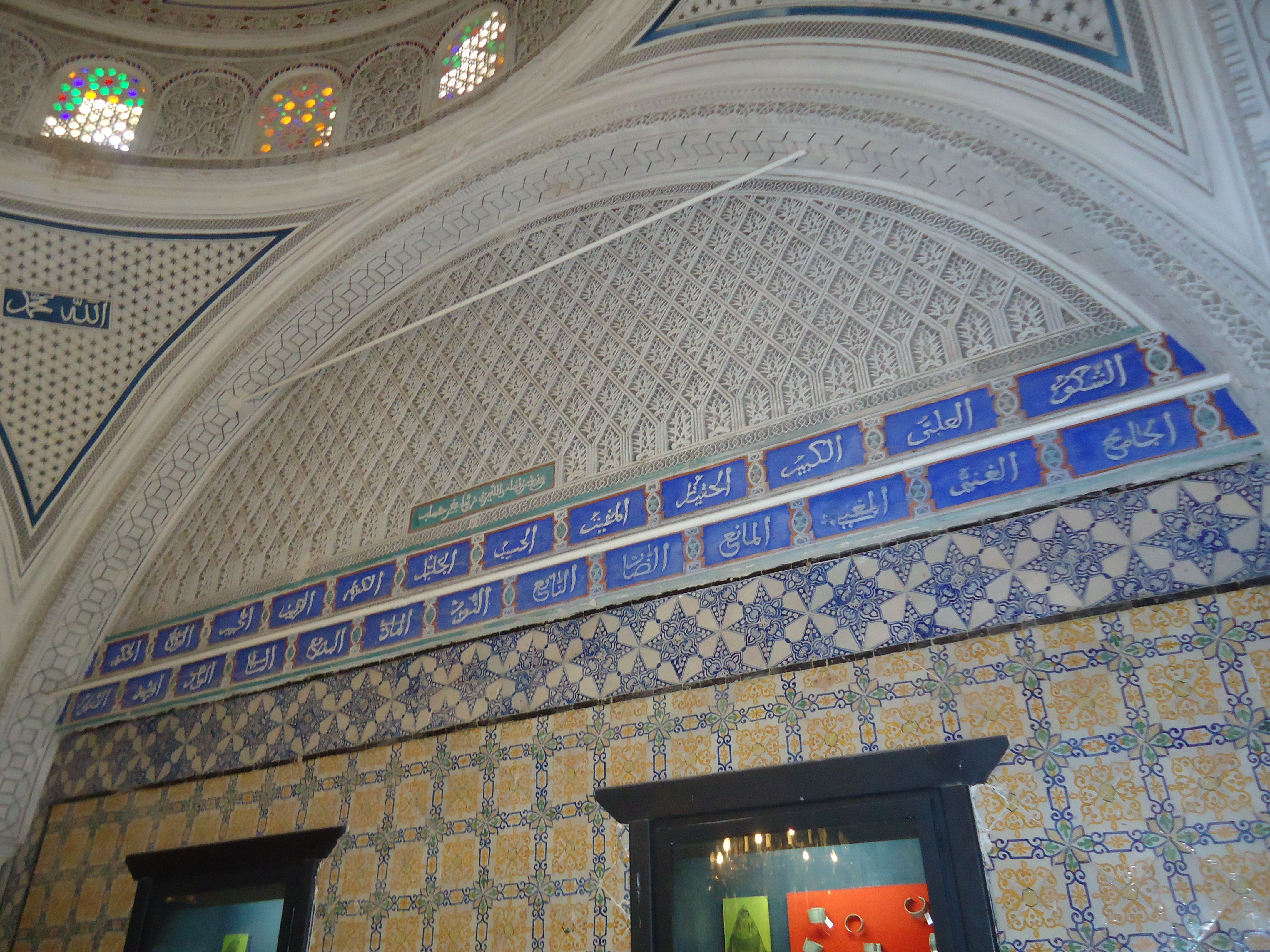
Calligraphies des noms d’Allah.
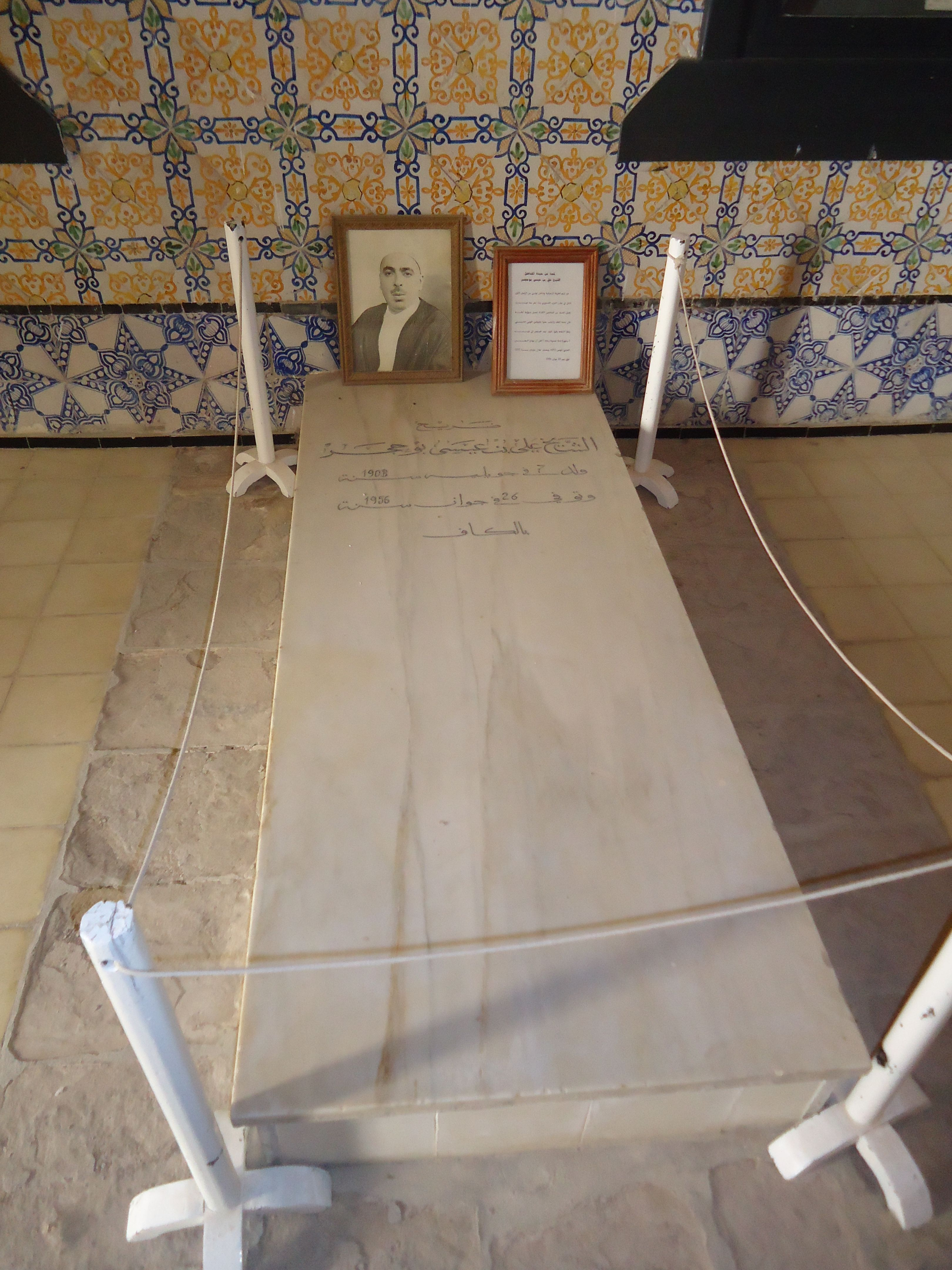
Sépulture de Sidi Ali Ben Aïssa.

### Deuxième salle
Également de plan carré et surmontée d’une petite coupole reposant sur quatre colonnes, cette salle est l’ancienne mosquée. Elle a gardé son ancien mihrab orné d'un décor gravé sur du stuc.
Le musée y expose des témoignages de la vie des nomades, particulièrement nombreux autrefois dans cette région traversée par les transhumances. Une tente bédouine y est reconstituée grandeur nature avec tous ses objets de la vie courante. De nombreux ustensiles sont également présentés pour rappeler les activités quotidiennes de ces nomades.

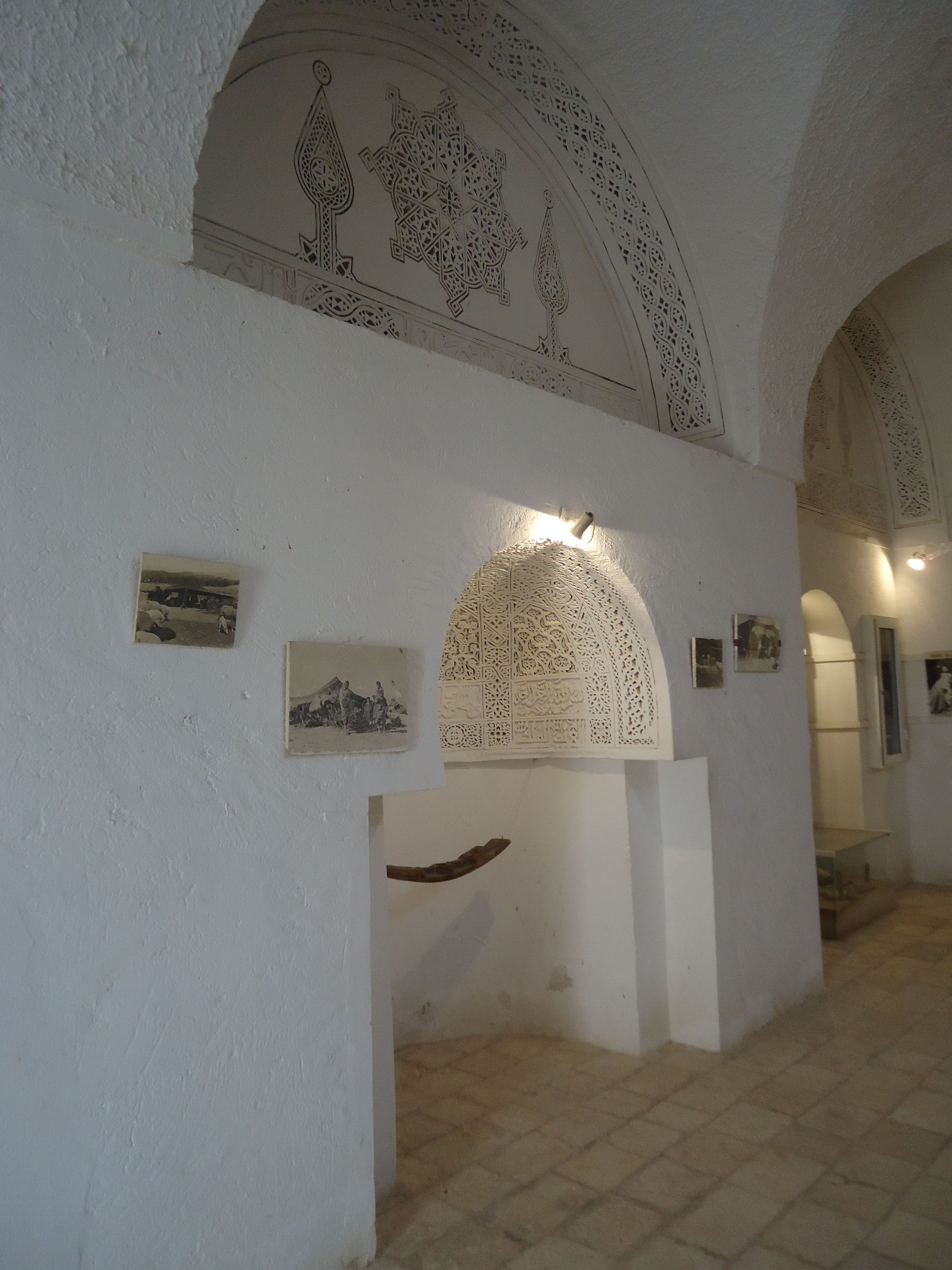
Mirhab de la deuxième salle.
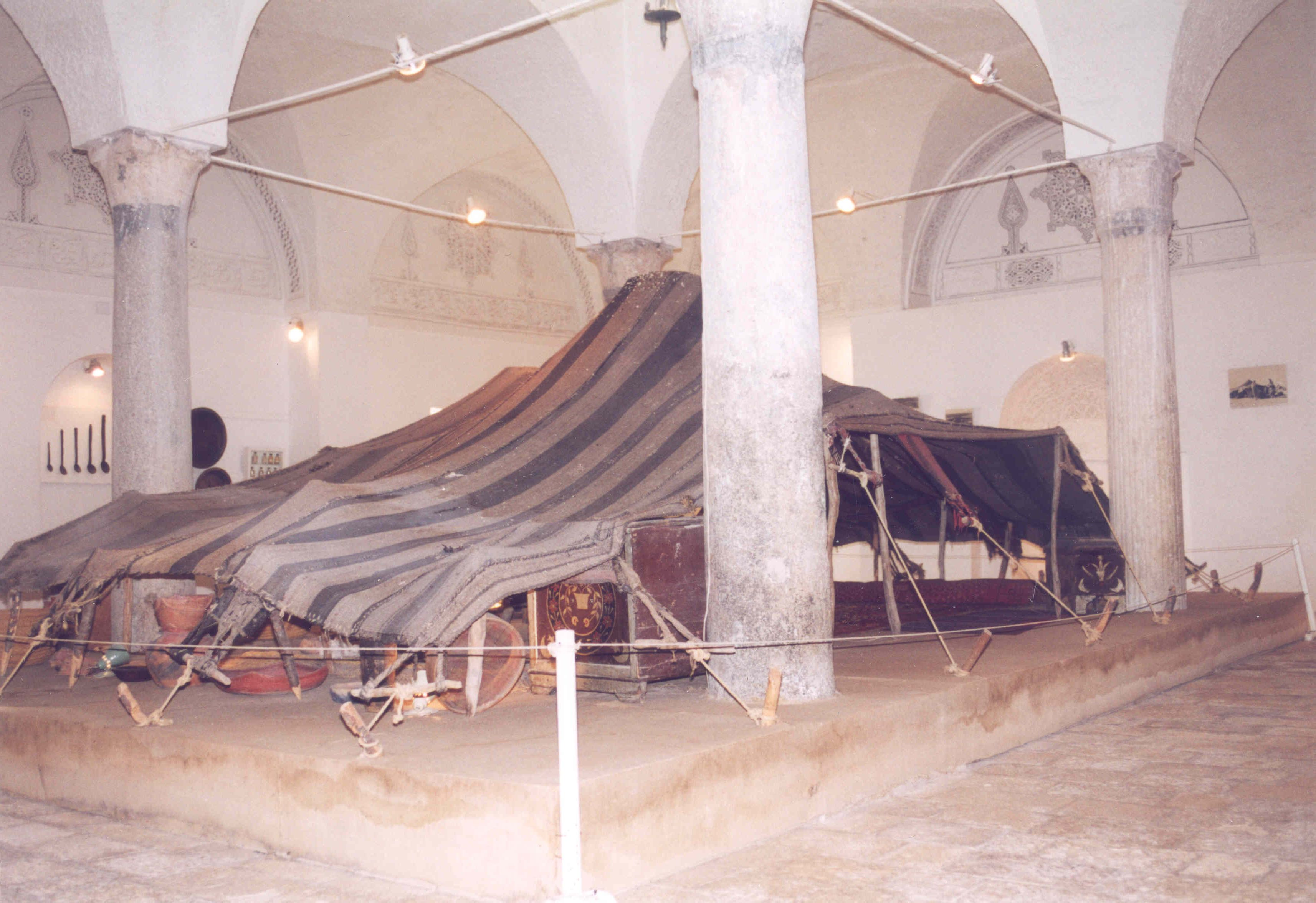
Tente de nomades exposée dans la deuxième salle.

### Troisième salle
De construction proche de celle de la première salle, c'est l’école coranique. Les collections exposées sont en rapport avec les activités équestres. On peut ainsi y admirer des selles richement décorées ou une collection de fusils et de gourdes à poudre.

### Quatrième salle
C’est en fait un passage couvert avec de multiples petites pièces où sont exposés des objets et de l’artisanat de la vie courante. De nombreuses pièces de poterie y sont présentées ainsi que leurs techniques de fabrication. On y trouve aussi une riche collection d’ustensiles ménagers ainsi que des brûle-parfums à pied et des enfumoirs pour abeilles.
D’autres salles rappellent les métiers d’autrefois : tisserand, forgeron et teinturier. La médecine populaire est également présente. Clou de la visite, la dernière salle abrite un énorme moulin à farine fabriqué à Marseille en 1860 et utilisé au Kef jusqu’en 1992.

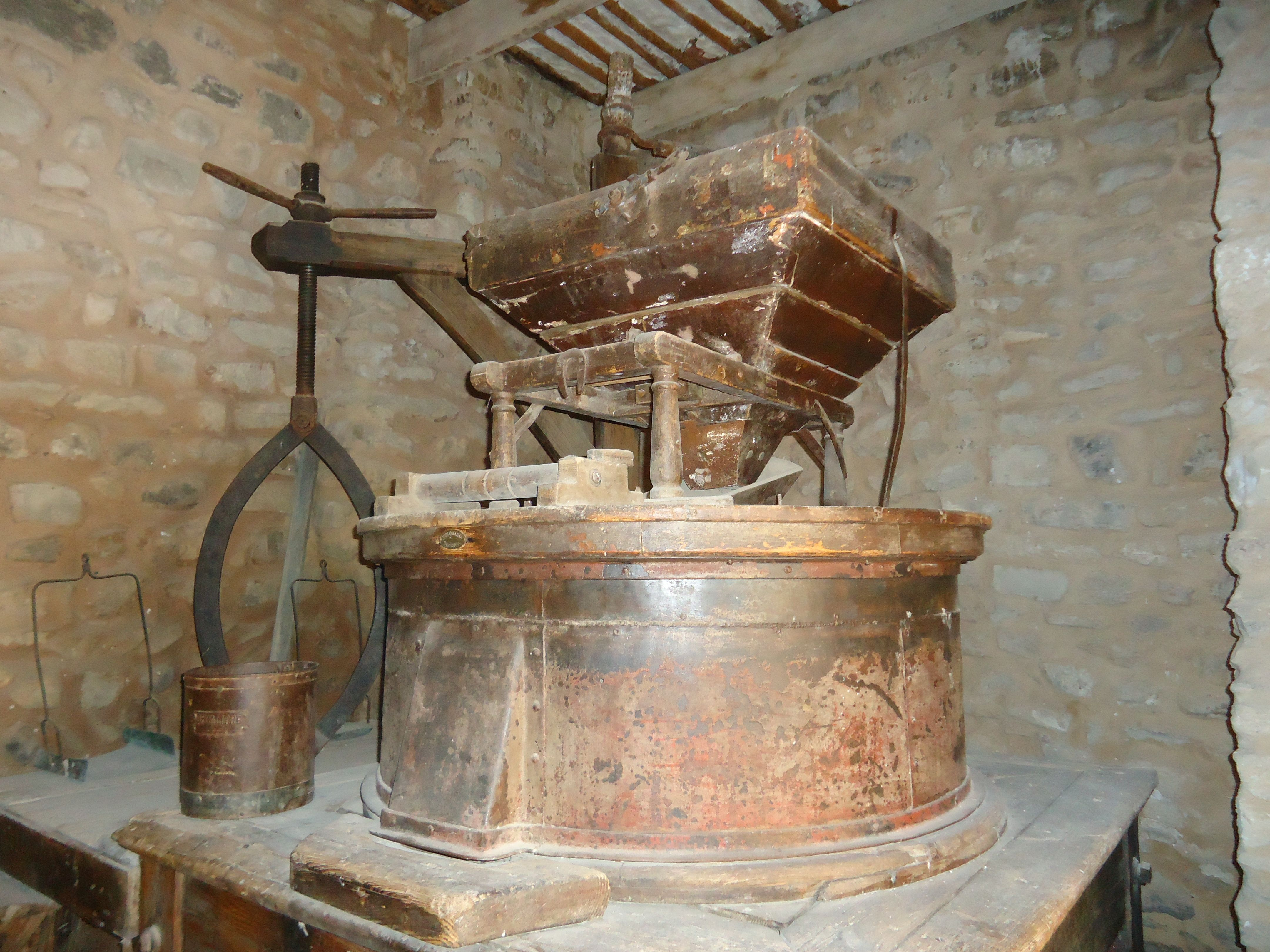
Moulin à farine de fabrication française.
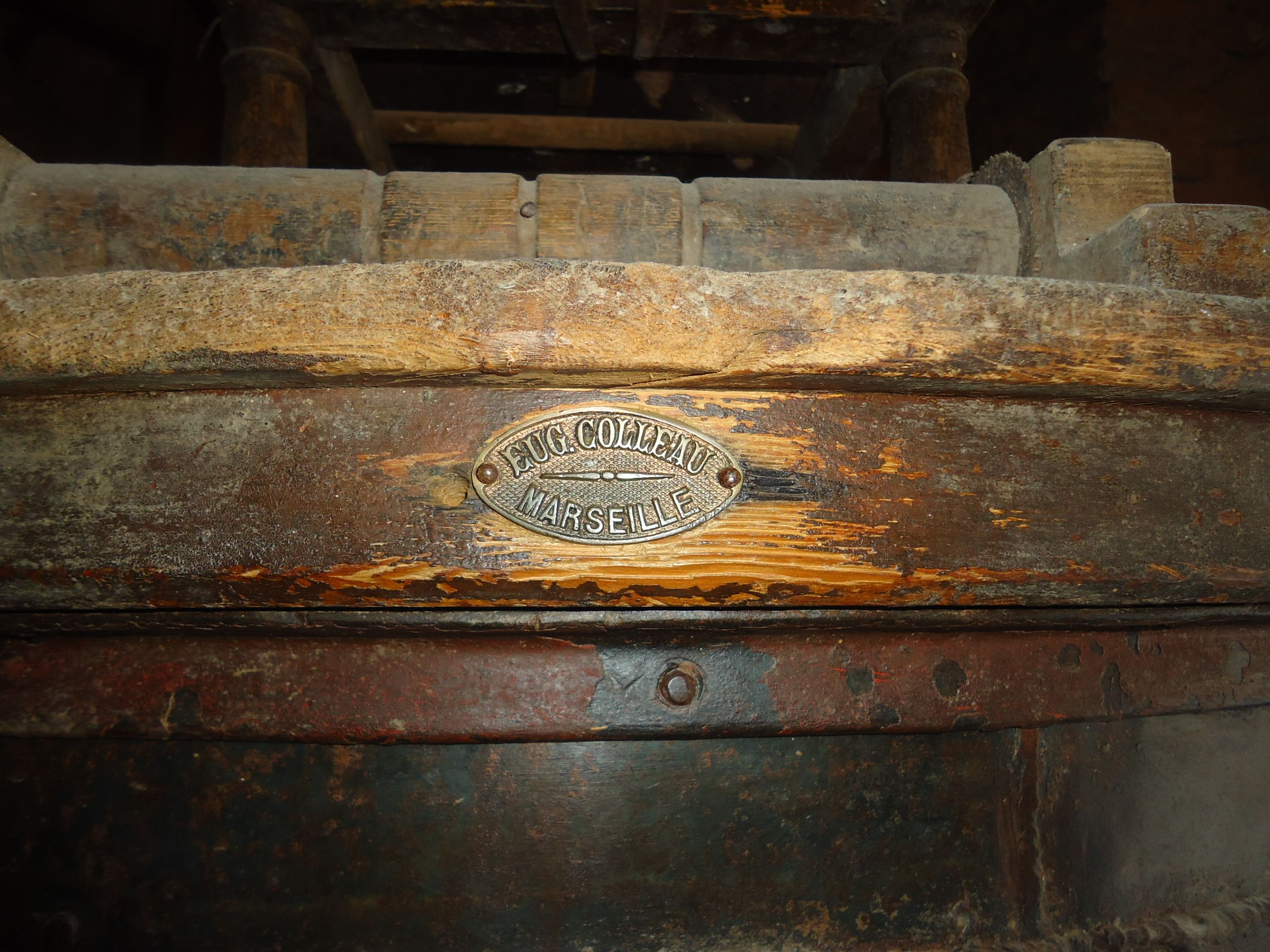
Plaque du fabricant marseillais du moulin.
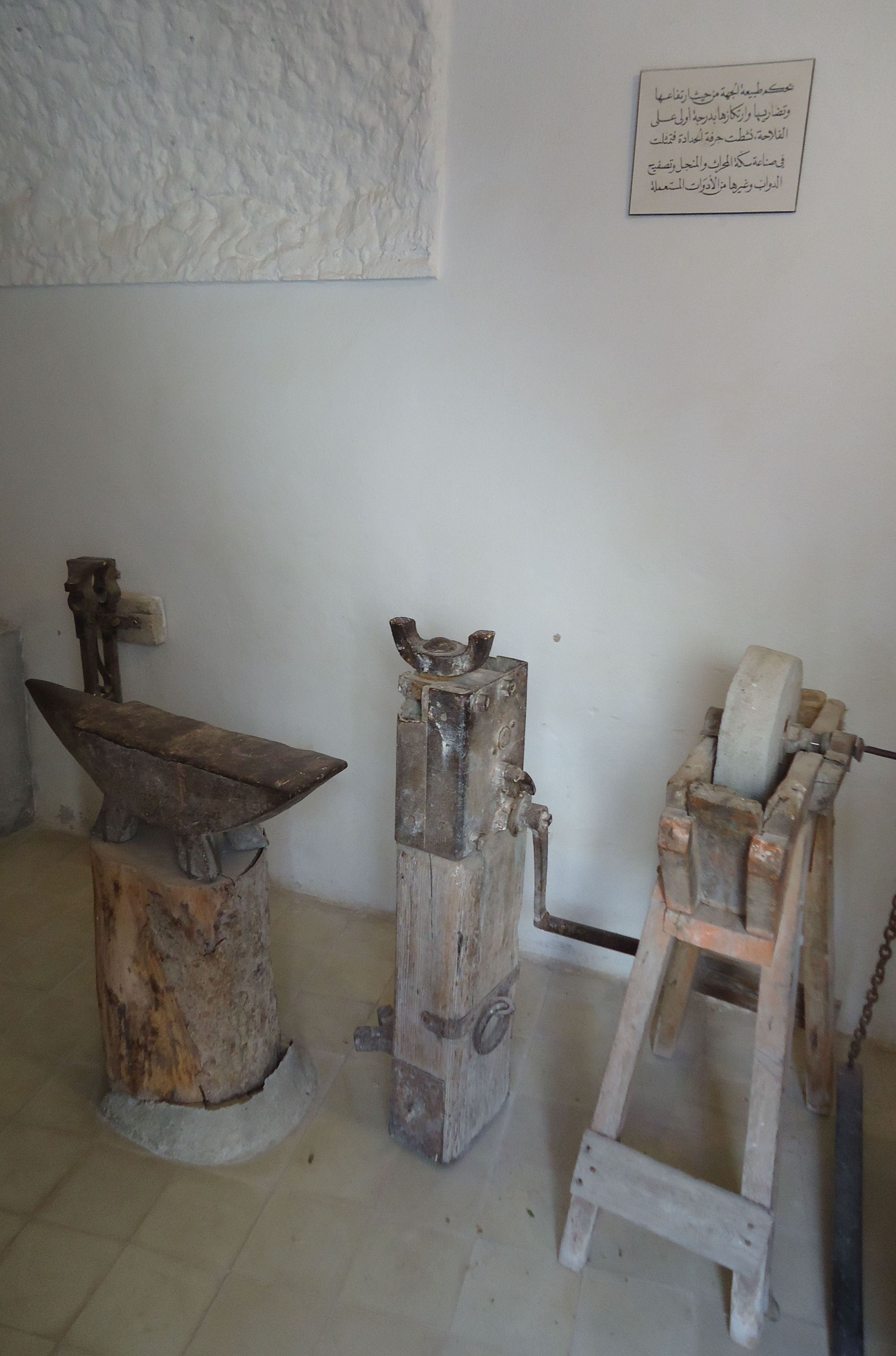
Instruments de forgeron.